# Colton Ford

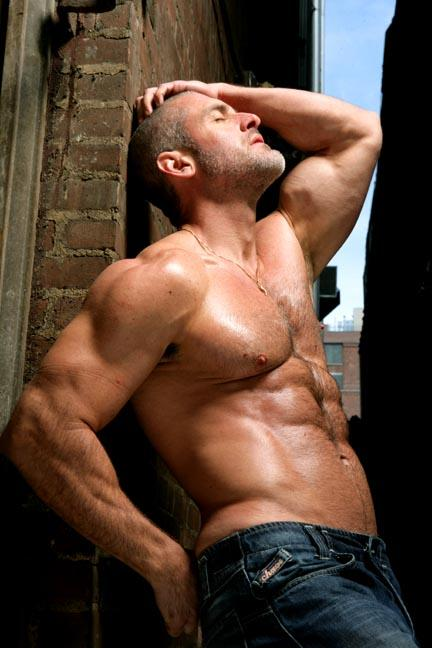
Colton Ford

Colton Ford, auch Glenn Soukesian (* 12. Oktober 1962 in Pasadena, Kalifornien; † 19. Mai 2025), war ein US-amerikanischer Pornodarsteller, Schauspieler und Sänger.

## Leben
Nach seiner Schulzeit war Ford als Clubtänzer und Sänger tätig. In einem verhältnismäßig fortgeschrittenen Alter arbeitete er zwischen 2001 und 2003 als Darsteller in der US-amerikanischen Pornoindustrie. Einige Jahre lang war er mit dem kanadischen Pornodarsteller Blake Harper liiert, mit dem er in Windsor, Ontario lebte.
In der Fernsehserie The Lair war Ford ab 2007 in der Rolle des Sheriff Trout zu sehen.

## Filmografie (Auswahl)
- 2001: Conquered
- 2001: Porn Struck 2
- 2002: Aftershock 1 & 2
- 2002: Head Games
- 2002: Gang Bang Café
- 2002: Bearing Leather
- 2002: Bringing out Brother
- 2002: Colton
- 2002: Closed Set: The New Crew
- 2003: Prowl 3: Genuine Leather
- 2003: Still Untamed
- 2003: Naked Fame (Dokumentarfilm)

## Preise und Auszeichnungen (Auswahl)
- 2002: Grabby Awards
- 2003: GayVN Awards

## Sonstiges
Im Jahr 2014 produzierte der Noise-Künstler Richard Ramirez unter seinem anderen Pseudonym „Manplug“ einen HNW-Tribute-Song namens Colton Ford, den er auf dem Album Ownership veröffentlichte.